# Gunnar Wihlborg
Gunnar Artur Wihlborg, född 10 juni 1901 i Sjöbo, Södra Åsums socken, Malmöhus län, död 27 juli 1978, var en svensk målare, tecknare, musiker och författare.
Han var son till målaren och färghandlaren Nils Olsson Wihlborg och Anna Maria Öhrberg och från 1926 gift med tonsättaren och musikpedagogen Torborg Berggren. Wihlborg började spela violin i femårsåldern för musikpedagogen Ernesto Ballarini vid Malmö musikkonservatorium där han var elev 1915–1917 och vid Malmö Tekniska elementarskola 1917–1919 innan han fortsatte sina musikstudier för Torborg Berggren 1922–1925. I början av 1920-talet väcktes hans intresse för bildkonst och han studerade målning för Stina Tirén 1923–1924 och Anna Sahlström 1932–1934 samt Tage Rhodin 1943–1945. Han medverkade i samlingsutställningar arrangerade av Värmlands konstförening i Karlstad och i en utställning arrangerad av Arvika konstförening i Mangskog. Hans konst består huvudsakligen av landskapsskildringar från hemmet i Brunskog och stilleben. Han medverkade som skribent i Grönköpings veckoblad och var representerad i Seth Brembergs antologi Transpirationer och annan vers från Grönköping som utgavs 1958. Han skrev även 1946 diktsamlingen Lyrisk dagbok, dikter, av Gunnar Wihlborg och en  Målarbok 1971. Vid sidan av sin konstnärliga verksamhet tillverkade han överdragspapper med egenartade färgrika mönster till halvfranska bokband som han levererade till olika bokförlag. Han var en av initiativtagarna till Gammelvala och aktiv medlem i hembygdsrörelsens verksamhet. Han testamenterade sitt hus till Brunskogs Hembygdsförening med önskan om att huset skulle hyras ut till konstnärer och författare. För närvarande disponeras huset av Maria Westerberg.